# Astrophytum
Astrophytum é um gênero botânico da família das Cactaceae, composto por seis especies nativas da América do Norte. Essas espécies são às vezes chamadas de rochas vivas, embora o termo também seja usado para outros gêneros, particularmente Lithops (Aizoaceae). O nome genérico é derivado das palavras gregas άστρον (astron), que significa "estrela", e φυτόν (phyton), que significa "planta"

## Sinônimos
- Digitostigma Velazco & Nevárez[2]
- Maierocactus E.C.Rost

## Espécies
- Astrophytum asterias (Zucc.) Lem.
- Astrophytum capricorne (A.Dietr.) Britton & Rose
- Astrophytum caput-medusae D.R Hunt
- Astrophytum mirum Halda & Panar.
- Astrophytum myriostigma Lem.
- Astrophytum ornatum (DC.) Britton & Rose

## Descrição
Um gênero de plantas originada do norte do México e do sul do Texas. De form globosa, que se torna cilíndrica com a idade, tem poucas costelas(de 5 a 8) e bem menos saliente, algumas com a borda bem marcada, outras aredondadas. são salpicados de manchas brancas irregulares e tem aureolas lanosas ou espinhosas na borda das costelas.
As flores que brotam em cima da planta, tem forma de grande margaridas com muitas pétalas e dimensões de vão de 4 a 8 centimilímetros. são Amareladas, algumas com o centro roxo e duram poucos dias, a planta pode seguir florescendo todo o verão.

Requer muita luz e sol, mas é melhor proteger dos raios de sol do verão. Na primavera-verão, a irrigação deve ser boa e espaçada, a terra deve secar entre as regas. Evitando o acumulo de água. No inverno suportam temperaturas bastantes baixas (não inferiores a 7 °C) mas as em condição com baixa umidade. Se aduba o solo uma vez ao ano, na primavera, com adubo de cactos (não é indicado o adubo normal de plantas para flores). Se propaga por semente.

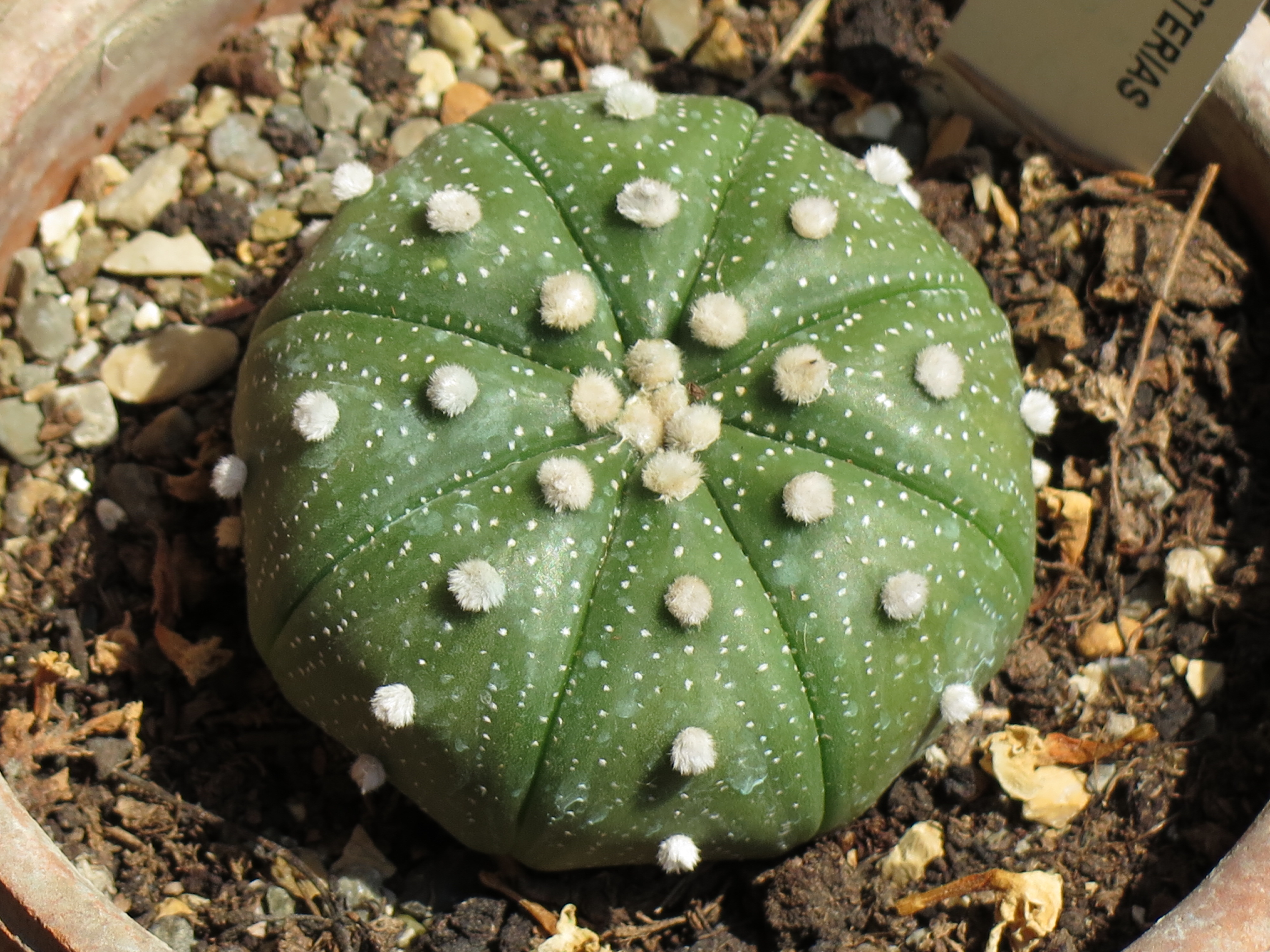
Astrophytum asterias
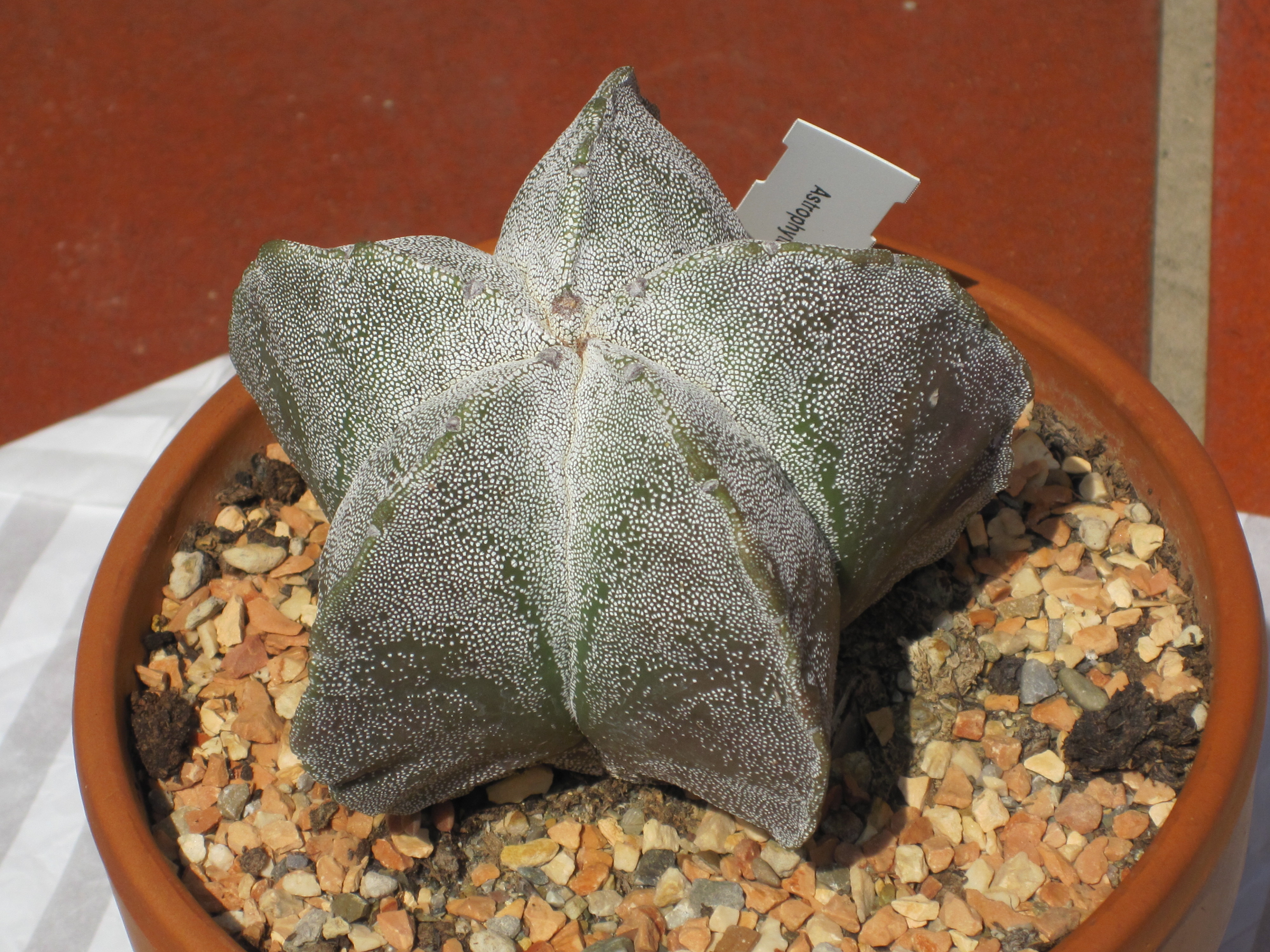
Astrophytum myriostigma
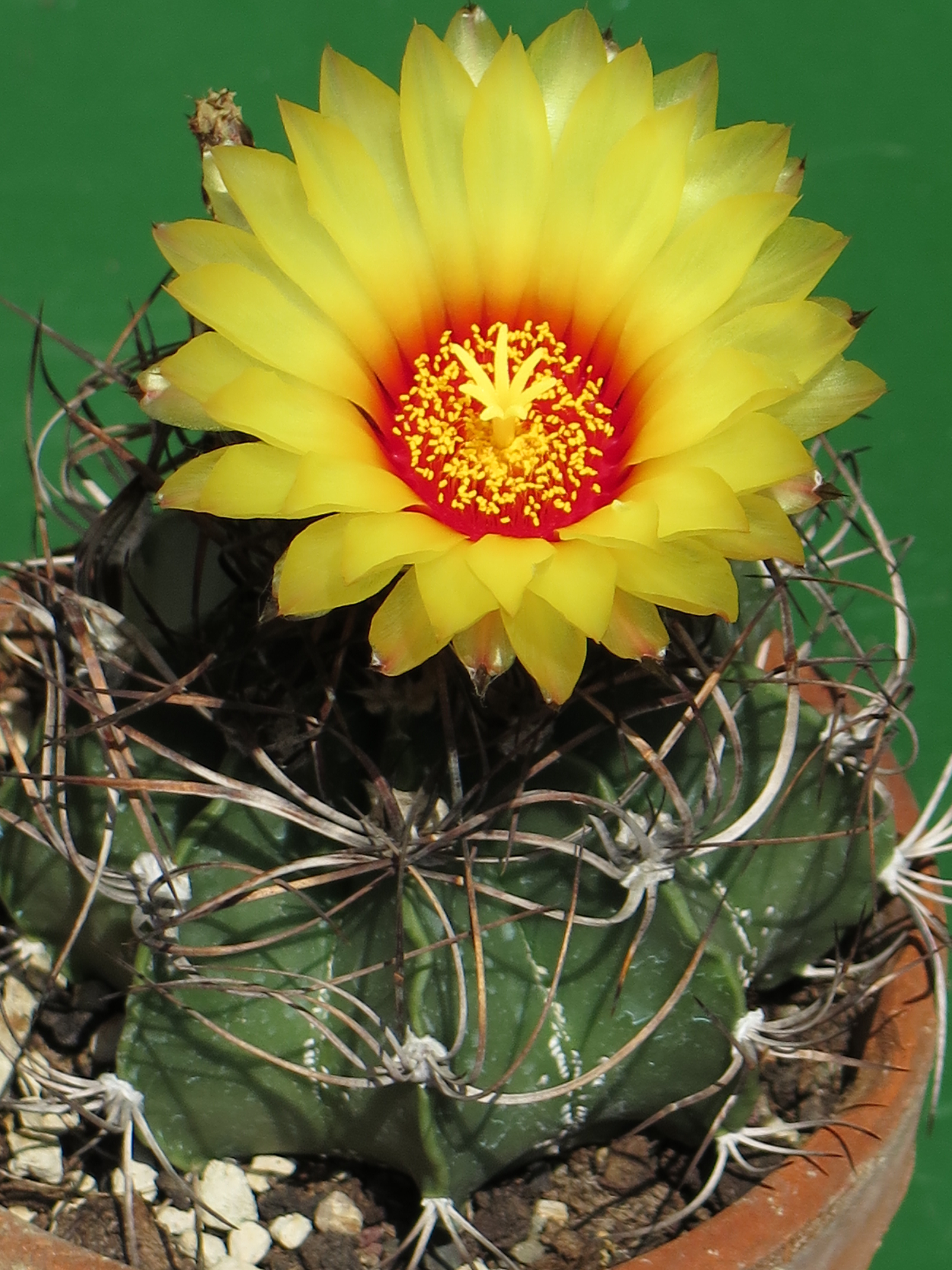
Astrophytum capricorne
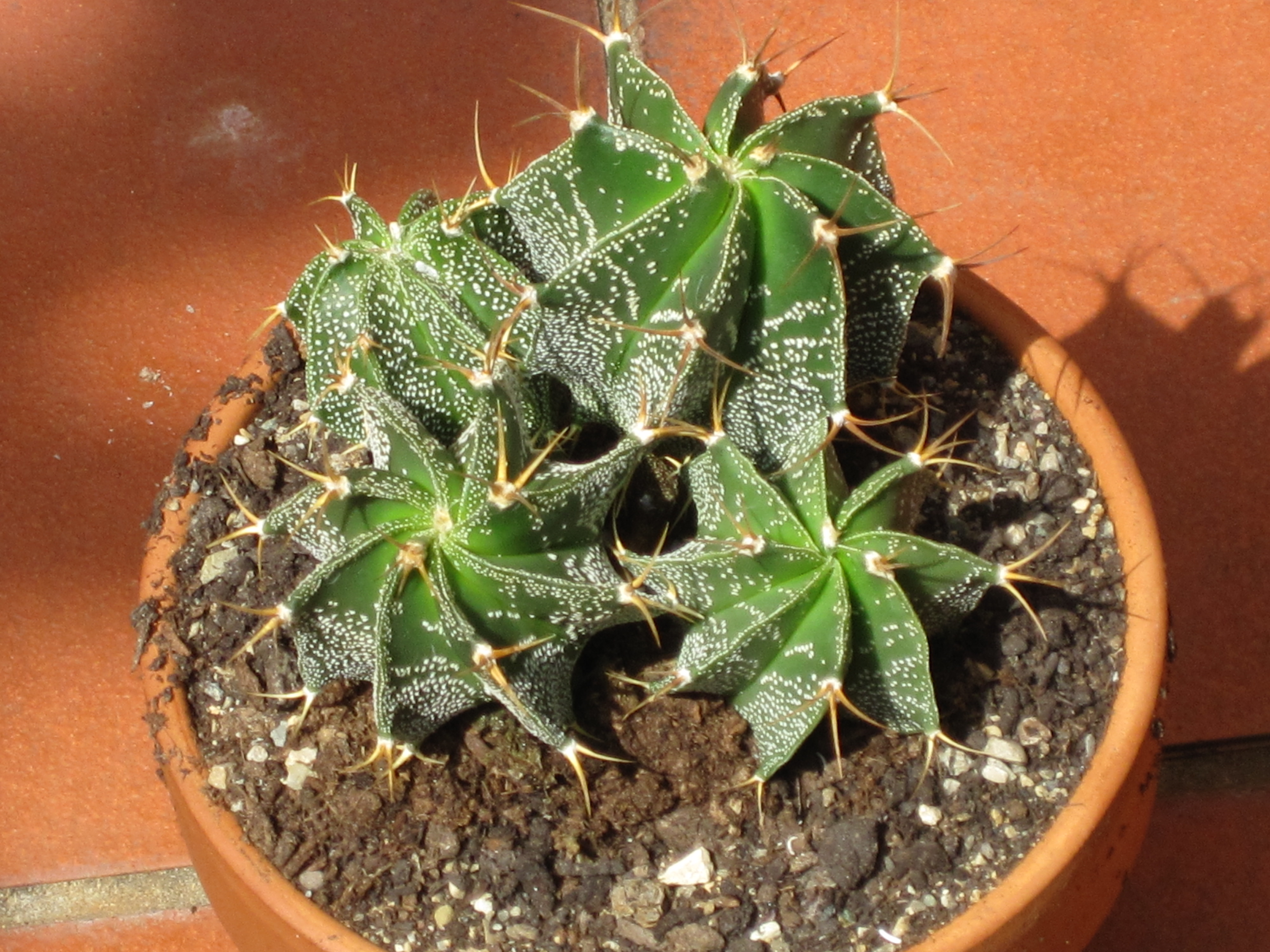
Astrophytum ornatum